# جورج لاك
جورج لاك (بالإنجليزية: George Lake)‏ هو لاعب كرة قدم بريطاني (وحمل سابقاً جنسية المملكة المتحدة لبريطانيا العظمى وأيرلندا) في مركز نصف الجناح، ولد في 1889 في المملكة المتحدة، وتوفي في 1918 في نور في فرنسا. لعب مع تشيلسي ومانشستر سيتي.